# Klára Červenková
Klára Červenková (Praga, 11 de agosto de 1873 – Campo de concentração de Ravensbrück, 12 de maio de 1945) foi uma geógrafa, antropóloga, professora universitária, sufragista e pacifista checa. 
Foi uma das primeiras mulheres a se formar na Faculdade de Filosofia da Universidade Carolina de Praga e uma das primeiras mulheres tchecas a obter um diploma universitário. Devido a seu ativismo antifascista, foi presa e confinada no Campo de concentração de Ravensbrück, na Alemanha Nazista, no final da Segunda Guerra Mundial.

## Biografia
Červenková nasceu em 1873, na Cidade Velha de Praga, filha do alfaiate Josef Červenka, natural de Sedlčany, e de sua esposa Marie Červinková, de Městec Králové, na Boêmia Central. Klára tinha uma irmã gêmea, Maria. Após concluir o ensino básico, começou os estudos em Praga, aos 19 anos, na recém-inaugurada (em 1890) primeira escola secundária privada para meninas da Europa Central, chamada Minerva, onde teve como professoras, entre outras, Albína Honzáková e Marie Baborová. 

## Carreira
Após concluir a escola Minerva em 1898, Klára começou a ter aulas na Faculdade de Filosofia da Universidade Carolina de Praga. Até 1900, as mulheres podiam apenas assistir às aulas como ouvintes (sem o status de estudantes regulares), mas em 1900, uma nova lei permitiu que as mulheres fizessem as provas para validar os estudos. Klára só foi aceita como estudante regular em 1906. Durante esse tempo, começou a lecionar língua checa e geografia na escola feminina da Associação de Produção Feminina Tcheca. Na época, a profissão docente exigia que as mulheres se comprometesse com o celibato, e Klára permaneceu solteira por toda a sua vida.
Em 1913, ela passou nos exames de geografia e antropologia, além do exame secundário em filosofia, e se formou pela Universidade Carolina de Praga em 28 de julho de 1913. Sua dissertação teve o título Economic Conditions in Eastern Africa (Condições Econômicas na África Oriental).
Após a criação da Tchecoslováquia e o estabelecimento dos direitos iguais entre homens e mulheres no campo da educação superior, Klára continuou seus estudos na Escola de Estudos Pedagógicos Avançados em Praga e trabalhou como professora no colégio Minerva. Em 1923, tornou-se docente no Segundo Ginásio Municipal Feminino Tcheco.

## Ativismo
Ainda durante os estudos, Klára começou a se envolver em atividades sociais tchecas, sendo membro de várias associações e organizações femininas. Ela também se engajou politicamente, primeiro no Partido Realista de Masaryk e depois no Partido Social Democrata dos Trabalhadores Tchecos. Em colaboração com Karla Máchová, participou das atividades do Comitê pelo Sufrágio Feminino. Após a criação do Conselho Nacional das Mulheres, em 1918, ela tornou-se vice-presidente e colaborou com figuras como Františka Plamínková e Milada Horáková. Em artigos e textos profissionais, Klára também se dedicou à análise da economia nacional marxista.
Com a eclosão da Guerra Civil Espanhola em 1936, ela foi vice-presidente de um grupo ativo no apoio ao governo republicano democrático contra as forças fascistas do general Francisco Franco e em iniciativas para uma resolução pacífica do conflito.

## Prisão e morte
Após a criação do Protetorado da Boêmia e Morávia em 15 de março de 1939, as atividades femininas checas foram oficialmente restringidas. Klára foi presa em 28 de outubro de 1941 e, em 1943, foi finalmente aprisionada na seção feminina do Campo de Concentração de Ravensbrück, na Alemanha Nazista, devido à sua orientação política de esquerda e suas atividades antifascistas durante a Guerra Civil Espanhola. Foi mantida prisioneira com algumas de suas ex-alunas e outras figuras da intelectualidade feminina de esquerda, como Jožka Jabůrková, Anna Křenová, Marie Urbanová e Gusta Fučíková. Apesar de sua saúde e visão debilitadas, Klára participou de reuniões secretas e ministrou aulas de história para outras prisioneiras do campo.
Klára Červenková morreu no campo de concentração em 12 de maio de 1945, aos 71 anos.

## Homenagens
Seu nome está listado na placa comemorativa dos membros da unidade de educação física da Social Democracia Tcheca que morreram na Segunda Guerra Mundial. A placa está localizada na rua Strahovská, em Praga.